# Reiseruf

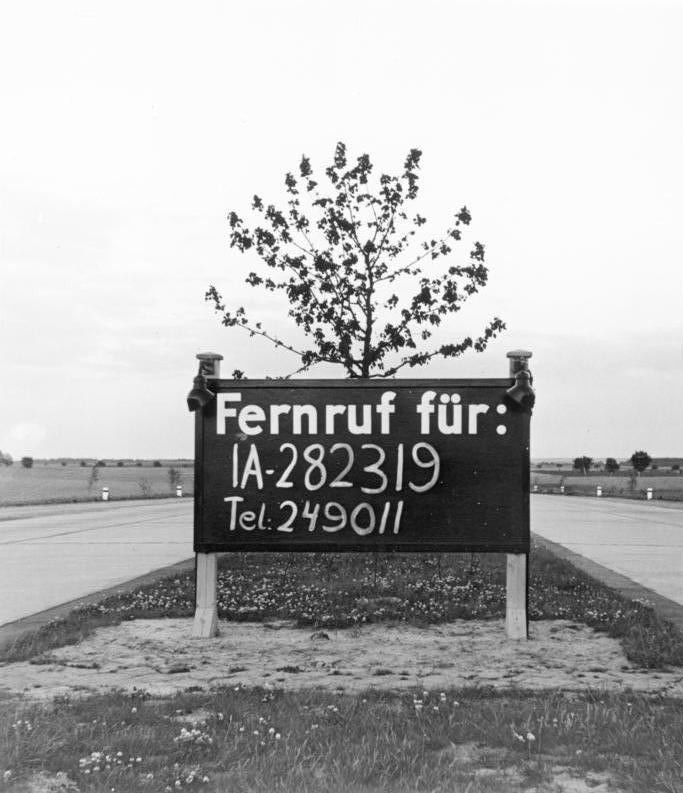
Tafel auf dem Mittelstreifen einer Reichsautobahn, 1938

Der Reiseruf ist eine Nachricht an eine auf einer Reise befindliche Person wegen eines persönlichen Notfalls. In der Regel wird ein Reiseruf per Radio verbreitet. Wegen der starken Verbreitung der Mobiltelefone spielt der Reiseruf seit Beginn des 21. Jahrhunderts eine immer geringere Rolle.

## Geschichte
Die Einführung des Reiserufs per Rundfunkdurchsage ist mit der Verbreitung von Autoradios verknüpft und begann in Deutschland 1961. Bereits ab 5. Juni 1938 hatte die Generalinspektion für das deutsche Straßenwesen versucht, mit am Mittelstreifen vor Autobahnraststätten angebrachten Nachrichten Autofahrer über Notfälle zu benachrichtigen. Dieser „Reichsautobahn-Reiseruf“ wurde bereits mit dem Beginn es Zweiten Weltkrieges am 1. September 1939 wieder aufgegeben.
Man brachte am Mittelstreifen vor den jeweils vorhandenen Raststätten oder Tankstellen schwarze Hinweistafeln mit der Aufschrift „Fernruf für: …“ an. Der Tankstellenwärter war für die Bestückung dieser Tafel mit Informationen zuständig. Das für die Region zuständige Fernmeldeamt war mit Landkarten ausgestattet und leitete den Reiseruf an die in Frage kommenden Tankstellen weiter. Dieser Tankwart informierte sogleich die beiden Nachbartankstellen (welche sich damals typischerweise im Abstand von ca. 60 km befanden) über den Reiseruf. Die Tankwarte schrieben dann mit Kreide den Namen des gesuchten Reisenden beziehungsweise das Kfz-Kennzeichen seines Fahrzeugs auf diese Tafel. Wichtig war es, zu wissen, in welche Richtung und mit welcher ungefähren Durchschnittsgeschwindigkeit der Reisende unterwegs war, um sicherzustellen, dass er die Nachricht bei der Vorbeifahrt las. Er fuhr dann die entsprechende Raststätte an und rief die Zielperson von dort aus an.
Der Reiseruf über Radio erlebte wegen der zunehmenden Reisetätigkeit und einer neuen Technik für Autoradios in den 1960er Jahren in Europa und den USA einen Boom. In Deutschland war der Reiseruf mit dem größten Automobilclub verbunden und hieß „ADAC-Reiseruf“. In seinem Reisesonderheft 1962 rät die Redaktion dringend, diesen Kommunikationsweg im Hinterkopf zu behalten:
„Die ADAC-Reiserufe sind eine neue Darbietung […] für Autotouristen. Unter diesem Stichwort können bei den Geschäftsstellen des ADAC dringende persönliche Mitteilungen an deutsche Kraftfahrer zur Durchsage über den Sender Radio Luxemburg und den italienischen Rundfunk aufgegeben werden. Für die ADAC-Reiserufe sind feste Sendezeiten eingeführt: Radio Luxemburg sendet die Mitteilungen täglich von 14.50 bis 15.00 Uhr auf Kurzwelle 49,26 m = 6090 kHz und auf Mittelwelle 208 m = 1439 kHz. […] Der saarländische Rundfunk sendet die Mitteilungen Montag bis Freitag von 13.50 bis 14.10 Uhr und an Samstagen von 13.35 bis 14.00 Uhr in seiner Sendung ‚Kleine Tips für Autofahrer‘. […] Der italienische Rundfunk bringt die Mitteilungen im Rahmen seiner Sendung ‚Benvenuto in Italia‘, […] wobei die Sendungen in deutscher Sprache in der Zeit von 8.15 bis 8.30 Uhr liegen. Die Sendung ist im gesamten italienischen Staatsgebiet gut zu empfangen.“
Die Anträge auf Durchsagen konnten unter Vorlage des Personalausweises in einer ADAC-Geschäftsstelle persönlich oder über Telefon, Telex und Telegramm gestellt werden. Alternativ konnte der zu Hause Gebliebene in Not auch eine amtliche Stelle wie Polizei, Rathaus oder Krankenhaus aufsuchen. Der Automobilclub riet seinen Mitgliedern: „Informieren Sie Ihre Angehörigen vor Beginn Ihrer Auslandsreise über diese Hilfe in der Not!“ Der Erfolg des Reiserufs war so groß, dass der ADAC bereits 1962 mit Rundfunkstationen und Partnerclubs in anderen Ländern verhandelte, unter anderem der Schweiz und Großbritannien.

## Heutige Situation
Der heutige Reiseruf erfolgt per Ausstrahlung im Hörfunk. Anlass dafür können beispielsweise Tod oder Erkrankung eines Angehörigen, große materielle Schäden wie beispielsweise ein Wohnungsbrand, aber auch die Verfügbarkeit eines erwarteten Spenderorgans sein.
Den Wunsch nach einem Reiseruf nehmen in Deutschland der ADAC unter der Telefonnummer (0 18 05) 10 11 12 oder der Hessische Rundfunk als Koordinationsstelle der Rundfunkanstalten der ARD unter der Telefonnummer (0 69) 1 55-33 33 entgegen. Dort wird vor einer Ausstrahlung durch Rückfrage bei einem Arzt, Krankenhaus, Bestattungsunternehmen oder der Polizei sichergestellt, dass der Reiseruf nicht missbräuchlich angefragt wird.
Ein Reiseruf wird europaweit an die Radiostationen weitergegeben, in deren Empfangsbereich sich der Adressat vermutlich befindet. Neben dem Namen und dem Wohnort („Herr Max Müller aus Musterstadt“) wird ggf. auch das Fahrzeug des Adressaten mit amtlichem Kennzeichen und der vermutete Aufenthaltsort („zurzeit vermutlich unterwegs im Raum xyz mit einem grünen VW-Käfer mit dem Kennzeichen X-YZ 123“) erwähnt, damit er von anderen Verkehrsteilnehmern informiert werden kann, wenn er den Reiseruf selbst nicht gehört hat. Daneben erfolgt eine Handlungsaufforderung („wird gebeten, sich umgehend mit xxx in Verbindung zu setzen“). Angaben zum Grund des Reiserufs werden in der Regel nicht gemacht.
Durch die zunehmende Verbreitung von Mobiltelefonen ist die Zahl der Reiserufe in den letzten Jahren stark rückläufig. Im Jahr 1998 wurden bundesweit noch ca. 1000 Reiserufe ausgestrahlt, im Jahr 2007 nur noch 121. 2012 wurden von der Reiserufstelle der ARD beim Hessischen Rundfunk drei Reiserufe gesendet.